# Minas dos Carris
As Minas dos Carris são um complexo mineiro abandonado na Serra do Gerês e incluído no interior da área do Parque Nacional da Peneda-Gerês. Era constituído por três concessões mineiras: Salto do Lobo, Corga das Negras n.º 1 e Lamalonga n.º 1.
O conjunto mineiro passou por três fases de exploração. A primeira começou em 1941 e durou até ao final da II Guerra Mundial, sendo liderado por uma empresa portuguesa que servia apenas de fachada aos seus concessionários reais, de origem alemã. Seguiu-se um período que corresponde à Guerra da Coreia (1950-1953), tendo tido uma última fase de exploração, menos intensa, nos anos 1970.